# Rock @ Roll
Rock @ Roll је седми студијски албум загребачке рок групе Аеродром који је изашао 2007. године. Албум је најавио велику годишњицу групе, која је наредне, 2008, године обележила 30 година постојања. На албуму се налази 12 нових песама, а њихову продукцију урадили су Јурица Пађен, Томислав Шојат и Драгутин Смокровић. За 11 песама ауторство је потписао Јурица Пађен, а за песму Fait Accompli ауторство су потписали Пађен и Штулић, која представља њихову посвету Џону Ленону. Албум је изашао под етикетом издавачке куће Кроација рекордс, а сниман је у студијима Код Јуре и Код Смокве током 2007. године у Загребу. Изашао је и најавни спот албума за песму Мили мој анђеле, коју је Пађен посветио свом сину, а редитељ видео спота био је Радисав Јованов. Фотографије за омот албума урадио је Игор Келчец. Прва промоција албума био је концерт на Тргу Бана Јелачића за Стару годину коме је присуствовало преко 20.000 људи.

## Списак песама
- Мили мој анђеле
- Твој пас ме чудно гледа (чуко хај шапу дај)
- Нема више друга Тита
- Одма ми је запела за око
- Што ће нама пећ
- Кћи старог воденичара
- Rock@roll
- Осама
- Није мени жао
- Сретна времена
- Само се овце надају
- Fait accompli

## Извођачи
- Јурица Пађен - електрична гитара, вокал
- Томислав Шојат - бас гитара, акустична гитара
- Златан Живковић - клавијатуре
- Славко Пинтарић - бубњеви

## Продукција
- Игор Келчец - фотографија и дизајн
- Јурица Пађен - продуцент
- Томислав Шојат - продуцент
- Драгутин Смокровић - продуцент